# 韓簡 (唐)
韓 簡（かん かん、生年不詳 - 883年）は、唐代の軍人。魏博節度使。本貫は魏州。

## 経歴
韓允忠の子として生まれた。咸通11年（870年）、父が魏博節度観察等使を称すると、韓簡は節度副使とされた。乾符元年（874年）、検校工部尚書となった。11月、父が死去すると、韓簡は魏博節度観察留後・魏州大都督府長史となった。12月、検校尚書右僕射を加えられた。乾符3年（876年）、検校太尉・同中書門下平章事となった。中和元年（881年）、侍中を加えられ、昌黎郡王に封じられた。
中和2年（882年）、韓簡は挙兵して河陽を攻撃し、河陽節度使の諸葛爽を敗走させた。さらに韓簡は邢州・洺州を略奪し、鄆州を攻撃しようとした。天平軍節度使の曹全晸は出戦して韓簡の軍に敗れ、戦死した。鄆州の将の崔君裕が敗残兵を糾合して鄆州を守り、韓簡は鄆州に進攻したが、半年陥落しなかった。そのあいだに河陽は諸葛爽に奪回された。韓簡は先に崔君裕を討とうとし、鄆州に全力を挙げると、崔君裕は降伏を願い出てきた。中和3年（883年）2月、韓簡は再び河陽を攻撃したが、諸葛爽の派遣した大将の李罕之に武陟で迎撃され、敗れた。韓簡は単騎で魏州に逃げ帰り、部下に殺害された。楽彦禎が留後となった。

## 伝記資料
- 『旧唐書』巻181 列伝第131
- 『新唐書』巻210 列伝第135